# Guerras Tribales
Guerras Tribales, o Tribal Wars (TW) en inglés, es un juego de navegador multijugador masivo de estrategia en tiempo real (MMORTS), ambientado en la Edad Media. En Guerras Tribales, cada jugador comienza con un poblado y debe hacerlo crecer para posteriormente conquistar los pueblos de otros jugadores y expandir su territorio.

## Historia
Guerras Tribales fue lanzado en Alemania el año 2003 bajo el nombre Die Stämme, por la compañía alemana InnoGames. En 2006 el juego fue lanzado internacionalmente, y ha llegado al top ten de juegos de navegador, con más de 34 millones de jugadores registrados en todo el mundo.

## El Juego
El objetivo principal del juego es alzarte por encima del resto de jugadores logrando una mayor puntuación, lo que queda reflejado en las clasificaciones globales de cada mundo. Para lograrlo, debes interactuar con el resto de jugadores, ya sea mediante alianzas, comercio o combate.

### Recursos
Tanto para construir edificios como reclutar tropas es necesario disponer de recursos. Existen 3 tipos de recursos, madera, barro y hierro, de los que se posee una producción por hora inicial que irá en aumento al desarrollar el edificio adecuado para cada recurso. Para conseguir recursos, puedes saquear pueblos cercanos.
Madera
La madera se consigue en la serrería. Resulta de gran importancia en la construcción de la mayoría de edificios y en la creación de tropas ligeras, por lo que es muy codiciada al comienzo del juego y muy útil durante todas las fases del juego.
Barro
El barro se obtiene en la barrera. El uso del barro es principalmente la creación de edificios, siendo poco el gasto de este recurso al crear tropas.
Hierro
El hierro se obtiene en la mina. Se usa para la creación de tropas pesadas y para el desarrollo de la herrería, por lo que su uso va en aumento conforme avanza el juego.
Comercio
En el mercado puedes intercambiar recursos con otros jugadores mediante mercaderes, en la proporción que se desee, o comprarlos y venderlos.

### Edificios
Cada edificio tiene su función específica y su eficacia aumenta conforme se va aumentando su nivel, para poderlos construir o ampliarlos hay que tener la cantidad requerida de recursos y cumplir los requisitos mínimos para cada edificio. Se dispone de los siguientes edificios:
| Edificio           | Función |
| ------------------ | --- |
| Edificio principal | Se pueden construir nuevos edificios en el edificio principal o mejorar edificios existentes. Cuanto más alto sea el nivel, más rápidamente se construye. Al alcanzar tu edificio principal el nivel 15, podrás demoler edificios.                                       |
| Cuartel            | En el cuartel puedes reclutar infantería. Cuanto más alto sea el nivel del cuartel más rápidamente podrás entrenar a tus tropas. |
| Cuadra             | En la cuadra puedes reclutar caballería. Cuanto más alto sea el nivel de la cuadra, más rápido podrás entrenar a tus tropas. |
| Taller             | En el taller se producen armas de asedio. Cuanto más alto sea el nivel del taller más rápidamente podrás entrenar tus tropas. |
| Iglesia            | La Iglesia aumenta la fe de los habitantes de los pueblos del alrededor. Sin la influencia de la iglesia, las tropas del pueblo y de los alrededores luchan con menos fervor. (no está en todos los mundos)                                                              |
| Primera Iglesia    | La Primera Iglesia aumenta la fe de los habitantes de los pueblos del alrededor. La Primera Iglesia se puede crear solamente una vez. Sin la influencia de la iglesia, las tropas del pueblo y de los alrededores luchan con menos fervor. (no está en todos los mundos) |
| Corte              | En la corte puedes crear nobles con los que conquistar otros pueblos. |
| Herrería           | En la herrería se investigan y mejoran las armas. Cuanto más alto sea el nivel de la herrería, más cantidad de armas podrás investigar y menos será el tiempo de investigación.                                                                                          |
| Plaza de Reuniones | En la plaza de reuniones es donde se reúnen las tropas. Desde aquí se mandan ataques y apoyos a otros pueblos. |
| Estatua            | Si muere tu paladín, puedes convertir a uno de tus guerreros en su sucesor en la estatua. |
| Plaza de Mercado   | En la plaza del mercado puedes comerciar con otros jugadores o enviarles recursos. |
| Leñadores          | Tus leñadores cortan madera en los bosques colindantes. Cuanto más alto sea el nivel de los leñadores, más madera podrán cortar. |
| Barrera            | En la barrera tus trabajadores extraen barro. Cuanto más alto sea el nivel de la barrera, más barro se extraerá. |
| Mina de Hierro     | En la mina de hierro tus trabajadores extraen hierro. Cuanto más alto sea el nivel de la mina de hierro, más hierro se extraerá. |
| Granja             | La granja suministra alimentos a tus trabajadores y tropas. Cuanto mayor sea su nivel, más habitantes podrás mantener, por lo que es necesaria para el desarrollo de tu pueblo.                                                                                          |
| Almacén            | En el almacén se guardan los recursos. Cuanto más alto sea el nivel de tu almacén, más recursos podrás almacenar. |
| Escondrijo         | El escondrijo sirve para ocultar recursos con el fin de que el enemigo no pueda saquearlos. Los espías enemigos tampoco podrán averiguar cuántos recursos hay en el escondrijo.                                                                                          |
| Muralla            | La muralla protege a tu pueblo de las tropas enemigas. Cuanto más alto sea el nivel de la muralla, más defensa proporcionará y mayor será el bonus a la defensa de tus tropas.                                                                                           |

### Unidades
Las tropas se dividen en dos tipos, infantería (se crean en el cuartel) y caballería (en el establo). Las tropas que se pueden producir son:
| Unidad             | Descripción |
| ------------------ | --- |
| Lanceros           | El lancero (también llamados lanzas) es la unidad básica, pero resulta efectiva defendiéndote de la caballería. |
| Soldado de Espada  | El soldado con espada (espadas) sirve, principalmente, para defenderse contra la infantería, aunque es una unidad lenta. |
| Soldado de Hacha   | El guerrero de hacha (hachas) es totalmente ofensivo. Es la unidad de infantería de ataque por excelencia. |
| Arquero            | El arquero es una unidad defensiva que resulta muy efectiva, defendiendo de manera excelente contra cualquier tropa enemiga, excepto otros arqueros. |
| Espía              | El espía se infiltra en pueblos enemigos para obtener información. |
| Caballería ligera  | La caballería ligera (ligeros) es rapidísima, por lo que se usa para ataques sorpresa al enemigo. |
| Arqueros a caballo | El arquero a caballo (arcos a caballo) está especialmente diseñado para acabar con los arqueros defensores. |
| Caballería pesada  | La caballería pesada (pesados) es la élite de las tropas. Poseen un gran ataque y una gran defensa, aunque son caros. |
| Ariete             | El ariete es una unidad de apoyo que se encarga de derribar la muralla enemiga. |
| Catapulta          | Las catapultas (catas) están diseñadas para destruir edificios del enemigo. |
| Paladín            | El paladín es el comandante de las tropas y las guía a la batalla. |
| Noble              | Los nobles (o aristócratas) (aristos) se encargan de reducir la lealtad de los pueblos enemigos con el fin de hacerte con el poder del pueblo. Los gastos para cada noble crecen con cada pueblo conquistado, con cada noble existente y con los que se encuentren en producción. |

Si esperas un ataque en tu pueblo, puedes reclutar a los aldenados en forma de milicia para que defienda tus tierras. La producción de recursos se verá reducida mientras los aldeanos realizan tareas de defensa.

#### Paladín
El paladín es un buen apoyo para tu pueblo durante todo el juego. Al comienzo,  reduce tus pérdidas y ayuda a transportar recursos en los saqueos. También ayuda a tus tropas defensivas. Además, aumenta la velocidad de las tropas que viajen con él en forma de apoyo.
La armería contiene armas con las que equipar a tu paladín. Para encontrar un arma tienes que acumular experiencia, ésta aumenta con el paso del tiempo y con las batallas. Si el paladín se ha equipado con un arma,  otorgará una bonificación a la unidad que combata con dicho tipo de arma.

### Mapa
El mapa es el punto de partida para orientarte. Existen dos mapas, por un lado el de la izquierda muestra las inmediaciones de tus pueblos. El mapa a la derecha muestra una parte del continente en el que te encuentras .

## Mecánica del juego

### Perfil del Jugador
En el perfil de cada jugador podemos encontrar información sobre todos sus pueblos, los adversarios que ha vencido tanto ofensiva como defensivamente, el ranking en el que se encuentra o la tribu a la que pertenece. También se dispone de una ventana donde poner lo que se desee.

### Tribus
Los jugadores de todo el mundo se agrupan en tribus, cuyo objetivo es la ayuda entre todos los jugadores de la tribu tanto al defender como al atacar. Las tribus pueden declarar alianzas entre ellas, así como PNAs (Pactos de No Agresión) y guerras. Estas relaciones quedan reflejadas en el mapa, cambiando el color de los pueblos en función de la relación actual con cada tribu (rojo los enemigos, azul tu tribu, azul celeste los aliados y morados los PNAs). 

### Mundos
Hay una gran diversidad de mundos en cada servidor entre los que elegir para jugar, con características editables como la velocidad de juego o la presencia de paladines, arqueros o Iglesias. Existen servidores en gran cantidad de países. Los países con más servidores activos son Alemania, EE. UU., UK, Francia, España y Portugal.

### Fin del juego
Hay tres formas de conseguir ganar un mundo y éste se de por cerrado y el juego finalizado: Los secretos de poder, dominio, puntos y cantidad pueblos.
La tribu que logre mantener los secretos por un periodo de tiempo determinado se alzará como vencedora.
En un final basado en la dominación, tu tribu está a punto de conquistar el mundo. 
Para ganar el mundo por puntos un jugador o una tribu debe obtener una cantidad mínima de puntos y un número mínimo de pueblos, y lograr mantenerlos. 

### Insignias
Recientemente se ha añadido un sistema de insignias (logros) que se pueden ver en el perfil de cada jugador. Existen logros desbloqueables al realizar una determinada acción y logros diarios, cómo insignias al mayor saqueador del día, al mayor exterminador de tropas o al mejor defensor.

## Juegos similares
- Imperia Online (Edad Media)
- Mesians (Época precolombina)
- Shogun's Fate (Japón Feudal)
- Travian (Caída del Imperio Romano)
- Celestia Conquest (Genérico)
- Grepolis (Grecia)
- The West (Lejano Oeste)
- Dark Moon (Futuro)
- Ikariam (Grecia)